# Simiskina pavonica
Simiskina pavonica är en fjärilsart som beskrevs av De Nicéville 1895. Simiskina pavonica ingår i släktet Simiskina och familjen juvelvingar. Inga underarter finns listade i Catalogue of Life.